# Volo Hawthorne Nevada Airlines 708
Il volo Hawthorne Nevada Airlines 708 era un volo passeggeri regionale non di linea operato dalla Hawthorne Nevada Airlines. Il 18 febbraio 1969 partì dall'aeroporto di Hawthorne, in Nevada (HTH), con destinazione l'aeroporto Hollywood Burbank, in California (BUR/KBUR), ma durante il volo si schiantò al suolo nei pressi del Monte Whitney, vicino a Lone Pine negli Stati Uniti contigui. Nell'incidente rimasero uccisi tutte le 35 persone a bordo.

## L'aereo
L'aereo era un Douglas DC-3 con marche N15570 e numero di serie 6320. Costruito nel 1943, montava due motori Pratt & Whitney di tipo R-1830-92. Al momento dell'incidente aveva 48 274 ore di volo.

## L'equipaggio
L'equipaggio di cabina era composto dal capitano Fred William Hall di 43 anni e dal primo ufficiale Raymond Hamer di 41 anni. Hall era stato assunto dalla compagnia nel 1964 e al momento dell'incidente aveva accumulato 16 348 ore di volo. Hamer entrò nella compagnia nel 1965 e aveva all'attivo 3 445 ore di volo. A bordo prestava servizio l'assistente di volo Patricia Nannes di 21 anni.

## Il volo
L'aereo partì da Hawthorne alle 3:50 PST procedendo secondo le regole del volo a vista; l'ultimo contatto radio avvenne alle 4:06 PST quando il DC-3 chiamò la stazione di Tonopah per chiedere l'apertura di un piano di volo. Un'ora dopo, alle 5:10, l'aereo colpì una parete rocciosa a picco sul lato nord del Monte Whitney, 20 km a ovest di Lone Pine, ad un'altitudine di 11.770 piedi (3.558 m). Il relitto scivolò giù dal dirupo fermandosi più in basso dove prese fuoco. Morirono tutti i 32 passeggeri e i 3 membri dell'equipaggio.

## Le operazioni di ricerca e soccorso
Dopo la scomparsa dell'aereo le operazioni di ricerca partirono immediatamente; a causa della neve accumulata nella zona, delle nubi a bassa quota e del terreno impervio l'aereo venne localizzato solamente l'8 agosto 1969. Secondo gli inquirenti questo ritardo non giocò alcun ruolo sulla possibilità di trovare dei sopravvissuti, poiché con ogni probabilità tutte le persone a bordo morirono nell'impatto.

## L'indagine
Il National Transportation Safety Board avviò un'indagine approfondita; dalle analisi sulla posizione del relitto fu in grado di ipotizzare la catena degli eventi che portò il volo 708 allo schianto. Secondo gli inquirenti è probabile che il velivolo deviò dalla rotta prescritta, in accordo con quelle che erano le vigenti procedure operative della compagnia aerea approvate dalla FAA. Ne conseguì che l'aereo invece di operare in VMC come prescritto dal piano di volo si trovò a volare in volo notturno in condizioni IMC sorvolando una zona di alta montagna, ma senza che nelle vicinanze ci fossero ausili alla radionavigazione. I piloti non si accorsero che il velivolo era in rotta di collisione con la parete rocciosa e non poterono evitare lo schianto.